# Аршињи
Аршињи (фр. Archigny) насеље је и општина у западној Француској у региону Поату-Шарант, у департману Вијена која припада префектури Шателро.
По подацима из 2011. године у општини је живело 1.073 становника, а густина насељености је износила 16,09 становника/km². Општина се простире на површини од 66,68 km². Налази се на средњој надморској висини од 120 метара (максималној 141 m, а минималној 72 m).

## Демографија
| 1962. | 1968. | 1975. | 1982. | 1990. | 1999. | 2011. |
| ----- | ----- | ----- | ----- | ----- | ----- | ----- |
| 1.350 | 1.452 | 1.239 | 1.111 | 992   | 987   | 1.073 |

График промене броја становника у току последњих година